# ونوستیانو کارانزا
ونوستیانو کارانزا (اسپانیایی: Venustiano Carranza) با نام کامل ونوستیانو کارانزا د لا گارسا (اسپانیایی: Venustiano Carranza de la Garza) (زاده ۲۹ دسامبر ۱۸۵۹ – درگذشته ۲۱ مه ۱۹۲۰) یکی از رهبران انقلاب مکزیک بود.

## زندگی‌شخصی
کارانزا در سال ۱۸۵۹ در شهر کواترو چینگاس در ایالت کواویلا در خانواده‌ای مرفه و دامدار متولد شد. پدر او تا زمان جنگ اصلاحات (۱۸۵۷-۱۸۶۱)، که در آن علیه هندی‌ها و در طرف لیبرال‌ها می‌جنگید، دام‌دار بود، وی در طول مداخله فرانسه در مکزیک (۱۸۶۱-۱۸۶۷) که حکومت مکزیک را به نظام سلطنتی تبدیل کرد، به حمایت از رئیس جمهور بنیتو خوارس ادامه داد و به مدافعان مکزیکی در برابر فرانسوی‌ها پیوست و درجه تیمساری را به دست آورد. او فرماندار بنیتو خوارس در کواویلا بود.
ونوستیانو، یازدهمین فرزند از پانزده فرزند خانواده بود که به دلیل ثروت خانواده‌اش، توانست در مدارس عالی در سالتییو و مکزیکوسیتی درس بخواند و در آتنا فوئنته (Ateneo Fuente) یک مدرسه لیبرال مشهور در سالتییو تحصیل کند. وی در سال ۱۸۷۴، به مدرسه مقدماتی ملی (Escuela Nacional Preparatoria) در مکزیکوسیتی رفت و  تصمیم داشت تا مقطع دکتری تحصیلات خود را ادامه دهد. او در سال ۱۸۸۲ با ویرجینیا سالیناس ازدواج کرد و صاحب دو دختر شد.

## زندگی سیاسی
کارانزا به عنوان عضوی تحصیلکرده از یک خانواده برجسته و با روابط خوب در کواویلا، وارد سیاست شد. او در سال ۱۸۸۷، در سن ۲۸ سالگی، رئیس شهرداری کواترو سینگاس شد و در آنجا اصلاحاتی را برای بهبود آموزش آغاز کرد.در این دوره او یک لیبرال به شمار می‌آمد و از استبداد حاکم بر حکومت دیاز سرخورده شده‌بود.  
در سال ۱۸۹۳ کارانزا و برادرش در اعتراضاتی که در شهر کواویلا و در جهت مخالفت با انتخاب مجدد فرماندار این شهر  برگزار شد شرکت کردند. یکی از دلایل این مخالفت حمایت فرماندار از حکومت دیاز بود. آنها توانستند در جریان این اعتراضات نفوذ و شهرت زیادی را در منطقه به دست بیاورند. دیاز نیز برای پایان دادن به این اعتراضات شهردار جدیدی را که مورد تایید خانواده کارانزا بود منصوب کرد. 
پس از آن کارانزا در سال ۱۸۹۴ وارد مجلس قانونگذاری کواویلا شد و تا سال ۱۸۹۸ در آنجا فعالیت کرد و در سال ۱۹۰۴ نیز وارد سنای مکزیک شد.   
پس از مخالفت دیاز بافرمانداری کارانزار در شهر کواویلا او از چالش مادرو با رژیم دیاز در انتخابات ۱۹۱۰ حمایت کرد  و پس از سرنگونی دیاز در مه ۱۹۱۱مادرو او را به فرمانداری کواویلا منصوب کرد.
کارانزا پس از سرنگونی مادرو به عنوان فرماندار مستقر، قدرت قانونی را در دست گرفت و طرح گوادلوپ را ارائه کرد، یک طرح کاملا سیاسی برای برکناری غاصب مادرو، ژنرال ویکتوریانو هوئرتا. وی همچنین رهبر ائتلاف شمالی مخالف هوئرتا شد. هوئرتا با پیروزی جناح مشروطه‌خواه در ژوئیه ۱۹۱۴ برکنار شد اما کارانزا عنوان رئیس جمهور موقت مکزیک را که در طرح گوادالوپ خواسته شده‌بود نپذیرفت، زیرا پس از برگزاری انتخابات از نامزدی او برای ریاست جمهوری قانون اساسی جلوگیری می‌کرد.
پس از برکناری هوئرتا جناح‌های ائتلاف علیه او از هم پاشیدند و جنگ داخلی درگرفت اما موقعیت کارانزا از نظر سیاسی و نظامی به اندازه کافی امن بود تا قدرت را در مکزیکوسیتی به دست بگیرد، اگرچه رقیبان وی همچنان تهدیدی محسوب می‌شدند. کارانزا پس از تثبیت قدرت در پایتخت، در سال ۱۹۱۶ یک کنوانسیون قانون اساسی برای تجدید نظر در قانون اساسی لیبرال ۱۸۵۷ برگزار کرد که طی آن قانون اساسی جدید مکزیک در سال ۱۹۱۷ تهیه و تصویب شد. پس از آن بود که او به عنوان رئیس جمهور انتخاب شد و تا سال ۱۹۲۰ به فعالیت خود ادامه داد.
قانون اساسی که انقلابیون در سال ۱۹۱۷ تهیه و تصویب کردند به ایالت مکزیک این اختیار را می‌داد تا اصلاحات ارضی قابل توجهی را آغاز کند، حقوق کارگران را به رسمیت بشناسد و قدرت کلیسای کاتولیک را محدود کند اما کارانزا اصلاحات اساسی را انجام نداد. او پس از به دست آوردن قدرت به تلاش برای حذف رقبای سیاسی خود روی آورد.
وی همچنین در سال ۱۹۱۹ دستور قتل امیلیانو زاپاتا را صادر کرد. زاپاتا در سراسر زندگی خود برای دفاع از کشاورزان فقیر مکزیکی و حقوق آنان جنگیده بود. بعد از مرگ، زاپاتا به اسطوره ای برای دهقانان مکزیک و طبقه کارگر تبدیل شد. مرگ زاپاتا از جمله عواملی بود که بر میزان نارضایتی مردم از کارانزا افزود.
کارانزا در انتخابات ۱۹۲۰ مکزیک تلاش کرد تا یک سیاستمدار غیرنظامی، تقریبا ناشناخته، با نام ایگناسیو بونیلاس را به عنوان رئیس جمهور مکزیک تحمیل کند اما ناکام ماند و با شورش رقیبانش مواجه شد.
وی در نهایت به همراه هزاران نفر از حامیانش و با طلای خزانه مکزیک از مکزیکوسیتی گریخت تا دولت خود را در وراکروز برپا کند اما با حمله‌ی شورشیان جان خود را از دست داد.

## یادکردها پس از مرگ
در سال ۱۹۲۰، ژوزه واسکونسلوس، که وزیر آموزش اوبرگن شد، نوشت:
«مرگ کارانزا مانند موجی از صلح بوده‌است. ناپدید شدن کارانزا برای دشمنان دیروز کافی بوده تا به دنبال آشتی باشند، برای همه‌ی مکزیکی‌ها با هر عقیده‌ای که دوباره به این سمت بروند. احساس برادری کنید.»

کارانزا در طول دوران ریاست جمهوری خود، با ترویج تاریخ طرح گوادالوپ در سال ۱۹۱۳ خود در مراسم بزرگداشت طرح مادرو در سن لوئیس پوتوسی، به تغییر شکل حافظه تاریخی به نفع خود اقدام کرد. با این حال، در طول دولت اوبرگن، یک ایدئولوژی رسمی از انقلاب ساخته شد که کارانزا را از "خانواده انقلابی" کنار گذاشت و او را با پورفیریو دیاز و ویکتوریانو هوئرتا به عنوان تجسم ارتجاع علیه انقلاب نشان داد.
همچنین از او به عنوان یکی از "چهار بزرگ" انقلاب به همراه زاپاتا، ویا و اوبرگون یاد می‌شود. اگرچه در بیشتر دوره‌های بین سال‌های ۱۹۱۵ و ۱۹۲۰ از هر سه نفر دیگر قدرتمندتر بود، اما امروزه احتمالاً کمترین کسی است که در بین این چهار نفر در فرهنگ عامه به یاد می‌آید. 